# He 178

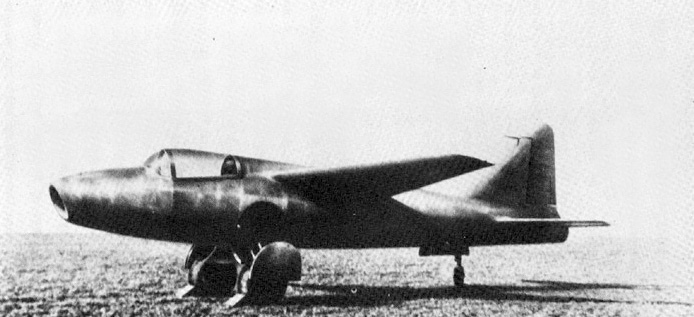
A He 178 V2 (trapéz alakú szárnyakkal)

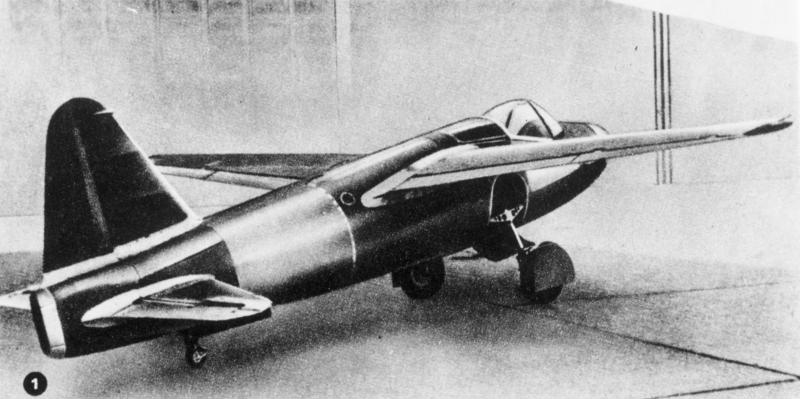
A He 178

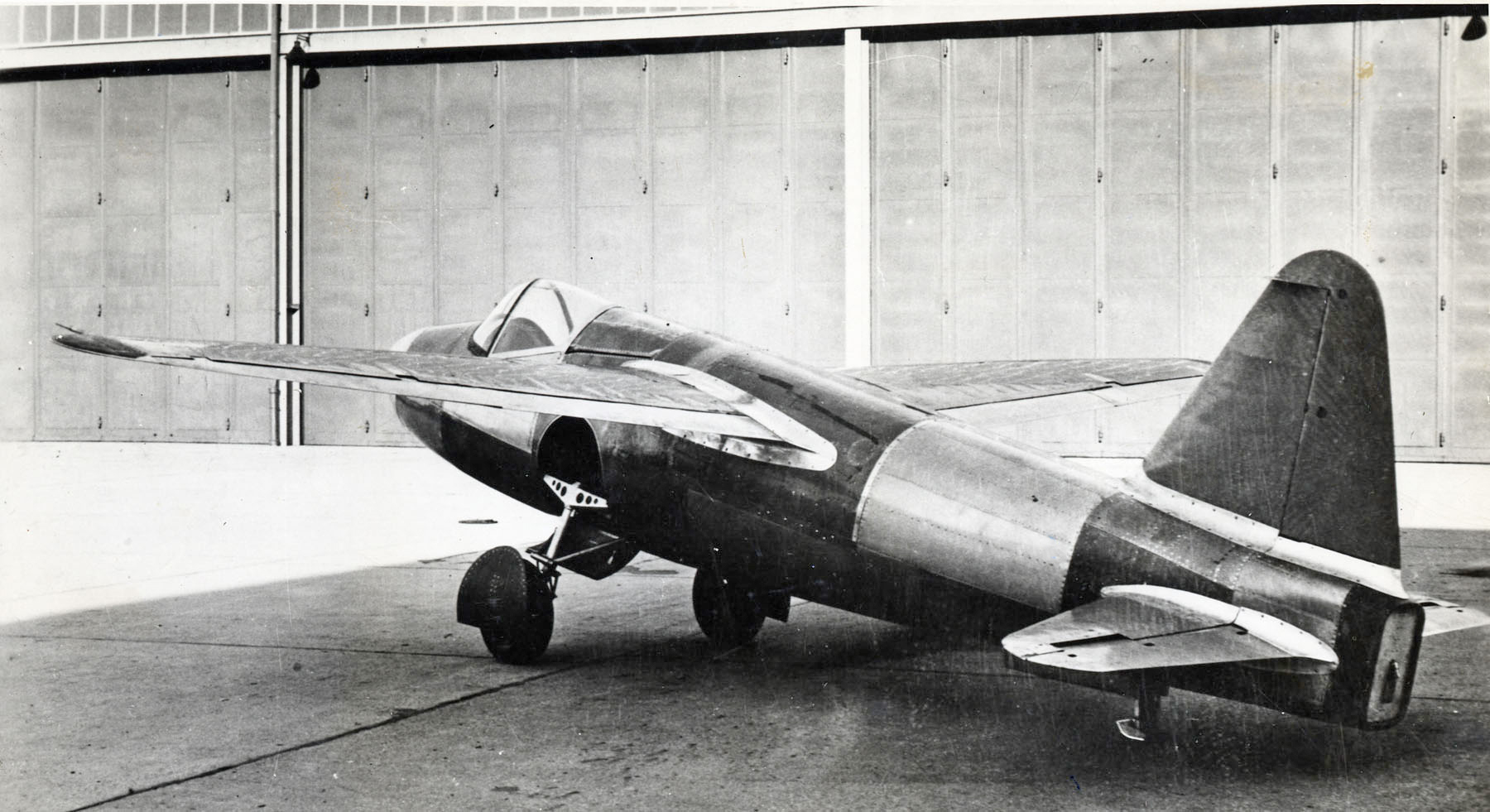
He 178

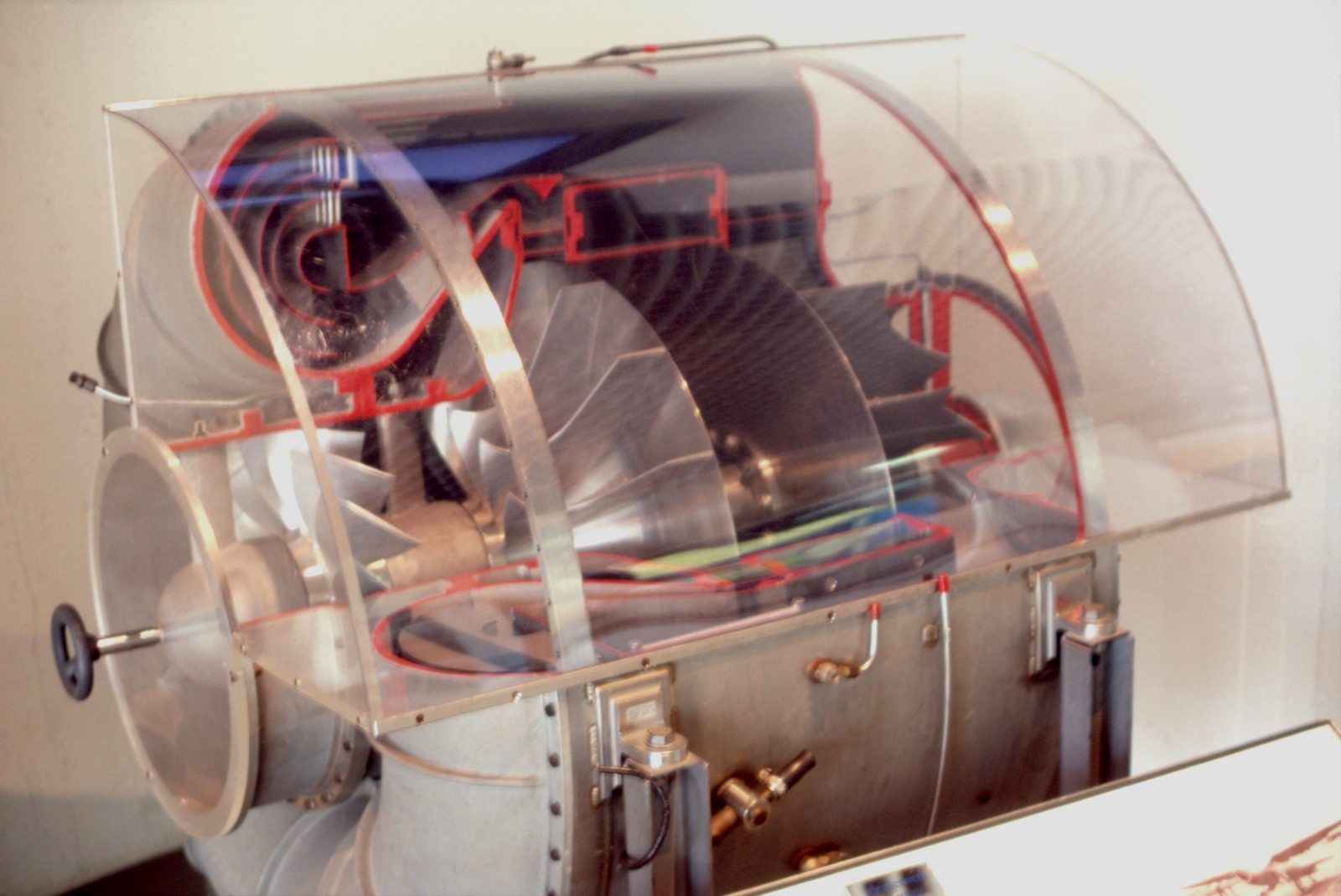
A Heinkel HeS 3 sugárhajtómű másolata

A Heinkel He 178 volt az első repülőgép, melyet gázturbinás sugárhajtómű hajtott, és az első sikeres ilyen repülőgép. A repülőgépet a Heinkel gyár saját költségére fejlesztette ki és gyártotta le, mivel a gyár igazgatója, Ernst Heinkel a nagysebességű repülés elkötelezett híve volt. Először 1939. augusztus 27-én szállt fel, a pilótaülésben Erich Warsitz berepülőpilótával. Ezt a repülést három nappal korábban egy rövid ugrás előzte meg.

## Fejlesztése
1936-ban egy fiatal mérnök, Hans von Ohain szabadalmat kapott egy olyan szerkezetre, mely egy gázturbina kipufogó gázait használta fel jármű hajtására. Ohain megismertette az elgondolást Heinkellel, aki hajlandó volt támogatni a tervet. Von Ohain 1937-ben sikeres próbát hajtott végre a hajtóművével, és azonnal terveket készített most már egy olyan változatról, mely repülőgép hajtására is alkalmas lehet.
A He 178 repülőgépet Ohain harmadik sugárhajtású motorja, a Heinkel HeS 3 hajtómű kipróbálására tervezték, mely motor dízel üzemanyagot használt. A terv egy kisméretű hagyományos elrendezésű repülőgépet formázott, fémszerkezetű törzzsel. A légbeömlő nyílás a gép orrában volt, futóműnek hagyományos farokkerekes megoldást választottak. A főfutókat behúzhatóra tervezték, de a próbarepülések alatt kiengedett állapotban voltak.
A vállszárnyas hordfelületek faszerkezetűek lettek, belépőélük egyenes, kilépőélük elliptikus. Azok a fényképek, melyek trapéz alakú szárnnyal ábrázolják a repülőgépet, a második prototípusról a He 178 V2-ról készültek ez soha nem repült motorral.
A repülőgép teljes sikert aratott, noha sebessége csak 598 km/h-t ért el a javasolt repülési magasságon és a repülési idő nem haladta meg a 10 percet. Igazi áttörést azért nem hozott, mert Hermann Göring a fejlettebb dugattyús motoros vadászrepülőgépeket részesítette előnyben, melyeknek fejlesztésére akkor nagyságrendekkel nagyobb tőke állt rendelkezésre, és melyek még nagyobb teljesítményt értek el.
1939. november 1-jén Heinkel bemutatót szervezett a Reichsluftfahrtministerium (Birodalmi Légügyi Minisztérium) számára, ahol  Ernst Udet és Erhard Milch meggyőződhetett a repülőgép teljesítményéről. A repülőgéptervezésről alkotott konzervatív elveik miatt azonban nem tanúsított a hivatal érdeklődést az új elv iránt.
Heinkel azonban meg volt győződve, hogy ez a jövő útja, és saját költségére nekifogott egy kétmotoros sugárhajtású vadászgép, a He 280 tervezésének a He 178 tapasztalatai alapján.
A He 178-at a berini Deutsches Technikmuseum (Német Műszaki Múzeum) kapta meg, ahol elpusztult egy 1943. évi bombatámadás alkalmával.

## Műszaki adatai
- Személyzet: 1 fő
- Hossz: 7,48 m
- Fesztáv: 7,20 m
- Magasság: 2,10 m
- Szárnyfelület: 9,1 m²
- Üres tömeg: 1620 kg
- Legnagyobb felszálló tömeg: 1998 kg
- Hajtómű: 1 db Heinkel HeS 3 gázturbinás sugárhajtómű
- Maximális tolóerő: 4,4 kN
- Legnagyobb sebesség: 698 km/h
- Hatótávolság: 200 km

## Fordítás
- Ez a szócikk részben vagy egészben a Heinkel He 178 című angol Wikipédia-szócikk ezen változatának fordításán alapul.  Az eredeti cikk szerkesztőit annak laptörténete sorolja fel. Ez a jelzés csupán a megfogalmazás eredetét és a szerzői jogokat jelzi, nem szolgál a cikkben szereplő információk forrásmegjelöléseként.

## Külső hivatkozások
- Military factory
- Уголок неба
- Rövid animáció a YouTube-on